# Grace Coddington
Pamela Rosalind Grace Coddington (nascida em 20 de abril de 1941) é uma ex-modelo galesa e ex-diretora criativa geral da revista de moda americana Vogue. Coddington é conhecida pela criação de sessões de fotos grandes, complexas e dramáticas. Um perfil do Guardian escreveu que ela "produziu algumas das imagens mais memoráveis da moda. Suas fotos podem ser alegres e decadentes ou melancólicas e misteriosas."

## Carreira

### Modelo
Em 1959, aos 18 anos, houve um concurso de modelos da Vogue e alguém enviou suas fotos. Ela acabou ganhando a seção Modelo Jovem e foi destaque na edição de outubro em uma fotografia de Norman Parkinson. Ela então começou sua carreira de modelo para a Vogue.
Aos 26 anos, ela sofreu um acidente de carro que a deixou com ferimentos na cabeça e uma pálpebra removida, que posteriormente foi reconstruída por meio de cirurgia plástica.

### Editora
Dois anos após o acidente, ela foi entrevistada pela editora da Vogue britânica, Beatrix Miller, e foi contratada como editora júnior. Depois de 19 anos como editora de fotos da Vogue britânica, ela se mudou para a cidade de Nova York para trabalhar para Calvin Klein. Em julho de 1988, juntou-se a Anna Wintour na Vogue americana, onde trabalhou como diretora criativa.
Em janeiro de 2016, Coddington anunciou que deixaria seu cargo de diretora criativa da Vogue para seguir outros projetos. Foi anunciado em 9 de maio de 2016 que ela trabalharia com a joalheria Tiffany & Co.